# Ode bachique
Ode bachique est un duo vocal pour soprano et ténor avec accompagnement de piano de Claude Debussy composé en 1882 sur un texte de Théodore de Banville.

## Présentation
L'Ode bachique, dont la musique est pour soprano, ténor et accompagnement de piano, est composée à l'été 1882 sur un texte de Théodore de Banville extrait de la comédie lyrique en un acte Hymnis (Paris, Tresse, 1880, p. 37-39). Il s'agit de la scène finale entre Hymnis et Anacréon,.
Le manuscrit autographe, une particelle de onze pages signée « Ach. Cl. Debussy », est conservé à la Bibliothèque Beinecke de livres rares et manuscrits de l'Université Yale (Koch 120, ancienne collection A. Toscanini),. La partition est dédiée à Mme Vasnier, soprano colorature et première muse du compositeur. 
L'incipit de l'œuvre est : « À toi Lyaeos, glorieux Bacchos ».
À l'instar d'Il dort encore, le texte est tiré d'Hymnis, que Banville a fait représenter au Nouveau Lyrique le 14 novembre 1879, avec une musique de scène de Jules Cressonnois,.
Le musicologue François Lesure, qui a établi le catalogue des œuvres de Debussy, dans lequel il attribue à l'Ode bachique le numéro L 41 (37), relève concernant Hymnis : « il est possible que Debussy ait lui-même cherché à traiter dramatiquement divers extraits de cette comédie, comme semble le prouver un manuscrit, actuellement inaccessible (Hôtel Drouot, 1er janvier 1926, catalogue Kra, no 38 : 29 pages pour chant et piano des scènes I, II (incompl.) et VII, ainsi qu'une autre pièce non numérotée) ». L'hypothèse semble confirmée depuis la réapparition du manuscrit lors d'une vente publique Christie's en 2018,.